# Episodi di This Close (prima stagione)
La prima stagione della serie televisiva This Close è andata in onda il 14 febbraio del 2018 su SundanceTV.
In Italia è inedita.
| nº | Titolo originale     | Titolo italiano | Prima TV USA     | Prima TV Italia |
| -- | -------------------- | --------------- | ---------------- | --------------- |
| 1  | Like I Always Wanted |                 | 14 febbraio 2018 | inedita         |
| 2  | Who We Are           |                 | 14 febbraio 2018 | inedita         |
| 3  | Night and Day        |                 | 22 febbraio 2018 | inedita         |
| 4  | The Chances          |                 | 1 marzo 2018     | inedita         |
| 5  | The Way We Were      |                 | 8 marzo 2018     | inedita         |
| 6  | What Happened to Us  |                 | 15 marzo 2018    | inedita         |